# Jesús Manuel Estrada
Manuel de Jesús Estrada Gómez, conocido popularmente como Jesús Manuel Estrada (Planeta Rica, Córdoba, 6 de diciembre de 1963-Sabana de Torres, Santander, 12 de noviembre de 2003) fue un cantante colombiano de vallenato.

## Biografía y carrera
Desde temprana edad, Jesús Manuel mostró un notable talento musical. Creció en una finca junto a su padre, Manuel Antonio Estrada, y su hermano mayor, Manuel. Su inclinación por la música se manifestó en su infancia, cuando improvisaba instrumentos y deleitaba a sus amigos con su voz prodigiosa.
A los 15 años, su familia se trasladó a Montería, donde residieron frente a la casa del reconocido acordeonero Máximo Jiménez. Esta proximidad le permitió a Jesús Manuel involucrarse más en la música vallenata, acompañando a Jiménez en diversas presentaciones. Posteriormente, decidió buscar nuevas oportunidades en ciudades como Bogotá y Cali, donde se convirtió en la voz líder de conjuntos como el de los Hermanos Martínez y los Hermanos Pineda.
La carrera musical de Jesús Manuel despegó cuando se unió al acordeonero Ismael Rudas, con quien grabó el álbum Directo al Corazón en 1990, destacando el éxito «Directo al Corazón» del compositor José Alfonso "El Chiche" Maestre. Posteriormente, en 1992, se integró a la agrupación Los Diablitos en reemplazo del vocalista Miguel Morales, junto a Omar Geles, donde alcanzó gran notoriedad. Durante su tiempo con Los Diablitos, interpretó éxitos como «Lo que quiero eres tú», «Ya tengo quien me quiera» y «Los caminos de la vida», una composición de Geles que se convirtió en un himno del vallenato.
Tras su paso por Los Diablitos, formó dúo con Víctor "Rey" Reyes y, posteriormente, fundó la agrupación Sagitario con Víctor Naín.
También tuvo apariciones en un proyecto organizado por Codiscos, llamado La Combinación Vallenata, que reunía a cantantes y acordeoneros de los grupos más representativos de la música vallenata. Allí se alternaban entre todos, y de allí emergieron las siguientes canciones en 6 de los 7 volúmenes de esta producción: «Aunque sea un poquito», «Jamás te olvidaré», «Aunque truene y llueva», «Ven que te amo», «Juliana» (dúo con Jean Carlos Centeno, vocalista del Binomio de Oro), «Rivales nuevamente» (dúo con Hebert Vargas, vocalista de los Gigantes), «Vivo por ti», «Lo bueno, lo malo y lo triste» y «Qué va a ser de mí», que sería la última canción que grabaría el cantante con este proyecto. Ninguna de estas canciones se agregó a los álbumes que produjo, ya que se trata de un material distinto a sus discos como grupo o en solitario. Además, tuvo la participación de varios artistas reconocidos, excepto Diomedes Díaz.

## Muerte
El 12 de noviembre de 2003, Jesús Manuel Estrada, murió a causa de un paro cardiorrespiratorio en un accidente de tránsito. El artista realizó una presentación con su acordeonero Víctor Reyes y su conjunto en el corregimiento de Ayacucho, municipio de La Gloria, sur del Cesar. A las 4:00 a. m. se desplazó con su conjunto musical dirigiéndose a Pinar del Río y a las 6:30 a. m. se produjo el accidente que le quitó la vida.
Su última producción musical quedó grabada programando el lanzamiento de un anticipo con cuatro temas: «Quédate conmigo» (Jesús Manuel); el álbum lleva el título de Un gran cantor, en honor de su memoria.
Sus temas más destacados fueron «Directo al corazón», «Dos historias», «El niño inteligente», «Mi novia mujer», «Después de tantos años», «Sueños de olvido», «Que no era lindo el amor», «Cuídala Dios», «De la noche a la mañana», «Ya tengo quien me quiera», «Los caminos de la vida», «Dónde están esos amores», «La mitad de mi vida», «Tres noches» y «Mágico», estos tres últimos en su etapa con Sagitario.

## Vida personal
Contrajo matrimonio con Ingrid Latorre Rodríguez, con quien tuvo tres hijos: Julieth Margarita, Esneyder Jesús y Juliana Carolina.

## Discografía
Arco Iris
- 1988 - De fiesta por Colombia

Los Parranderos
- 1990 - Directo al corazón
- 1990 - Mil frases
- 1991 - La verdad del cuento

Los Diablitos
- 1992 - Cómo los dioses
- 1993 - Sorpresa caribe
- 1994 - Tocándo el cielo

La Unión Perfecta
- 1995 - Nos tomamos el mundo

Sagitario
- 1997 - Sagitario
- 1998 - Fantástico
- 1999 - Con el alma en las manos
- 2000 - Piel sin alma
- 2002 - Con más fuerza

Victor Rey Reyes
- 2003 - Quédate conmigo (EP)
- 2004 - Un gran cantor